# ジャンフランコ・フィーニ
ジャンフランコ・フィーニ（イタリア語:  Gianfranco Fini、1952年1月3日 - ）は イタリアの政治家。政治団体「国家行動（Azione Nazionale）」の代表を務める。
副首相兼外務大臣、下院議長、下院議員（8期）、国民同盟（AN）代表、イタリア社会運動・国民右翼（MSI-DN）書記長、イタリア社会運動・国民同盟（MSI-AN）書記長、イタリアのための未来と自由党首などを歴任。

## 経歴

### 出生
北イタリアのエミリア・ロマーニャ州ボローニャ県ボローニャに生まれる。父のセルジオ・フィーニは戦時中にイタリア社会共和国に参加したファシストで、母方の祖父もイタロ・バルボに従ってローマ進軍に参加したアントニオ・マラニという古参のファシストだった。しかし反対に父方の祖父は熱心な共産主義者だった。政治思想との複雑な関連を持つ家に生まれながら、青年期のフィーニは殆ど政治に興味を持たなかった。
16歳の時、ジョン・ウェインのグリーンベレーが上映されている映画館に対する抗議騒動に関わった際、彼は初めて自らの政治的価値観が父の系譜にある事を理解した。自覚的なファシストとして行動を始めたフィーニは、騒動で知り合ったネオファシスト系のイタリア社会運動に入党、同時に党青年団「若きイタリア」に参加した。戦後、父はイタリア民主社会党に籍を置いていたが、息子の入党を知って政治から距離を置いたという。その後、青年期を通してフィーニは「若きイタリア」の活動に従事した。

### 政治キャリア
19歳の時、一家でローマに移住したフィーニはローマ・ラ・サピエンツァに学び教育学を修めて卒業、平行してジャーナリストとしての活動許可証を政府から得た。在学中に兵役を経験（当時はイタリア陸軍は徴兵制であった）し、卒業後も党機関紙「セコロ・ディタリア」の記者を勤めるなど国粋的な活動に情熱を注いだ。1977年にそれまでの功績を認められて党青年団の全国書記長に選出され、党書記長にして創始者のジョルジョ・アルミランテの個人秘書を務めた。この時、フィーニ以外にも7人の候補者がおり、選ばれる可能性がより高い候補者が複数あったにもかかわらず彼はアルミランテから秘書に抜擢されている。
1983年、青年時代から政治キャリアを積んで来たフィーニは若手党員の筆頭格として同年の総選挙に党公認で出馬した。6月26日に開票された結果、フィーニは新たなMSIの議員として国会に加わった。1987年の選挙でも再選を果たし、政治的地盤を固めていった。

### 若き党首
1987年、極右政党というイメージから脱却する為に党の抜本的改革を必要視していたアルミランテは、自らの後継として目を掛けてきたフィーニに書記長の重職を委ねた。党の生え抜きとはいえ、未だ35歳と政界内では若年に当たる人物に党首職を委ねるという人事は驚きを持って受け止められた。党内の長老議員で、テロリストグループとの関与を指摘されるなど最強硬派に属していたピーノ・ラウッチはアルミランテは創始者とはいえ党を私物化しており、また改革運動は党の精神を失わせると猛反発して自ら対立候補として出馬した。
アルミランテの影響力が非常に強かった党内でラウッチの行動は支持されず、大差でフィーニの党首選出が決定した。フィーニはアルミランテの意向に従い、右翼政党のイメージからの脱却を目指して党の穏健化・近代化を推し進めたが、就任直後に行われた地方選挙での惨敗により、急速に党内で若い党首に対する不安感が蔓延した。この流れを受けてラウッチは再びフィーニ失脚に向けて画策し、1989年の党大会で党執行部はフィーニの解任とラウッチの書記長就任を議決した。
こうして早くも危機に立たされたフィーニではあったが、当のラウッチ体制での党がシチリア島の地方選挙で大敗した事で程なく復帰の機会が巡って来た。二度にわたる地方選挙での敗北で、アルミランテが危惧したように党の衰退は現状のままでは避けられず、改革の必要性が党全体で共有される結果になった。
1991年7月、党執行部は改めてフィーニを書記長に選出した。

#### 党改革

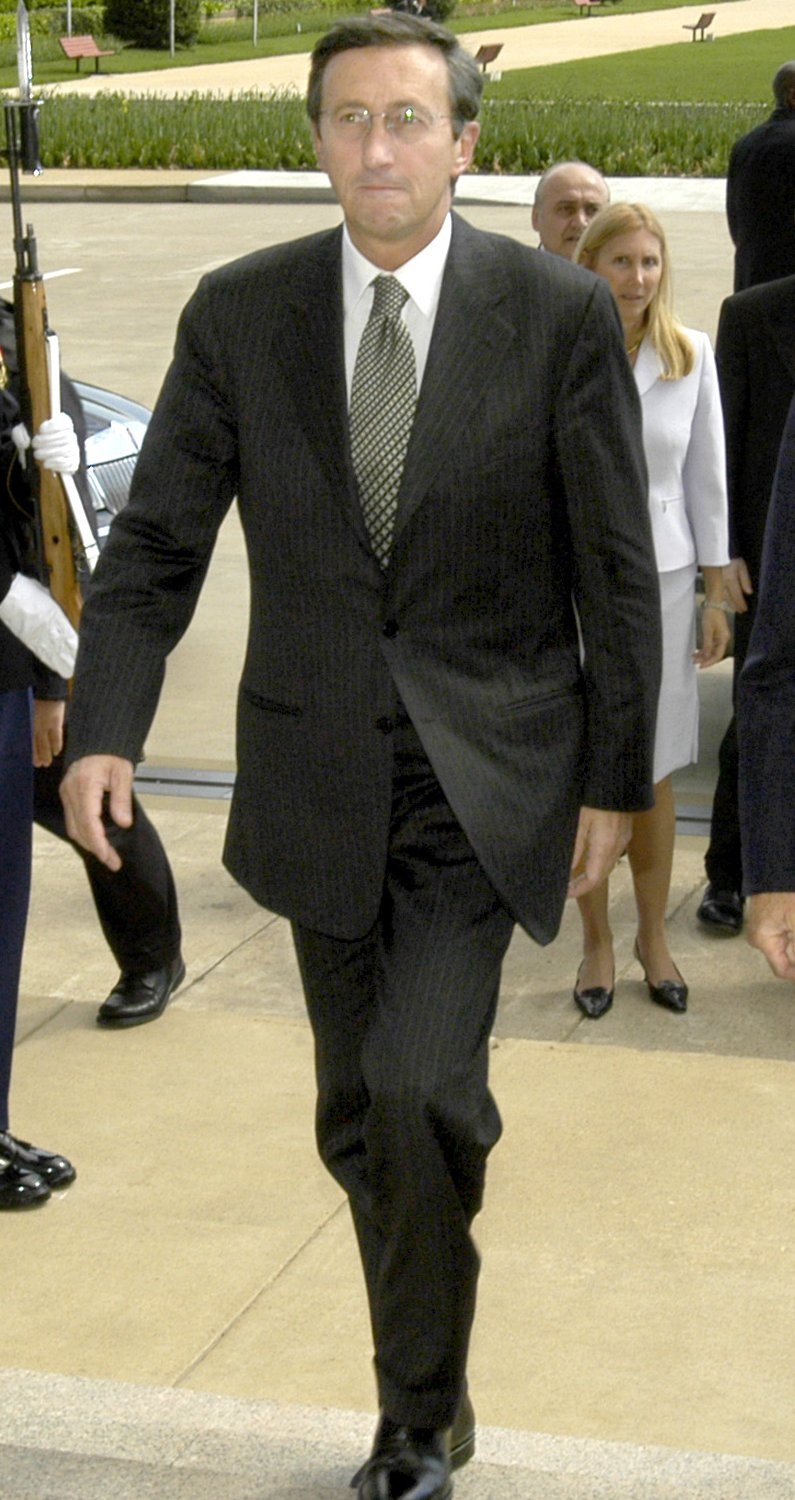
2004年のフィーニ

フィーニは極右政党のままでは冷戦終結後の政界で立ち位置を確保するのは難しいと考えており、党の新たな指標に自由主義・保守主義を掲げる事を強く主張した。また様々な理屈があるにせよ、同党がファシスト党の後継であるという事実を、党名をイタリア国民右翼へ変更するなどの諸策で緩和しようと試みた。だがこうした改革の多くは前述のピーノ・ラウッチらを初めとする強硬派グループの強力な反発を受けた。
加えてフィーニ自身も熱烈なファシストであり、また党員達もそうであった。「我々はファシストの後継者である」（1991年）、「半世紀を経た今日もファシズムは生き続けている」（1992年）、「ファシズムとは良心であり、正直さである」（1992年）、「ムッソリーニは我が祖国にとって最良の指導者であった」（1994年）等、ファシズムやムッソリーニ政権を支持する発言は党首就任後もしばしば行われた。
とはいえ一定の穏健化は得票には結び付かなかったものの、それまでMSIを敬遠していた企業からの経済支援を得られる様になった。1993年のローマ市長選では党首のフィーニが出馬、決選投票で敗れるものの組織の再建が進んでいる事を証明した。因みにこの時フィーニ陣営を支援した人物の一人にまだ企業家であったシルヴィオ・ベルルスコーニが含まれていた。

### 国民同盟結成
1993年、タンジェントポリで既存の大政党が崩壊して政界再編の流れが起きる。この中で躍進したのが資本主義とキリスト教民主主義を掲げるフォルツァ・イタリアで、シルヴィオ・ベルルスコーニの豊富な資金力を背景に第1党へと躍り出た。元よりロッジP2を通じてネオファシストと関係のあったベルルスコーニはイタリア社会運動と右派連合「自由の家」を結成、政権を獲得した（第一次ベルルスコーニ政権）。なし崩し的に果たした悲願の与党参加ではあったがフィーニ自身は表に立たず、党から何人かの閣僚を送り込んだ。
フィーニは政界再編とフォルツァ・イタリアとの連帯によって得た機会を逃さず、穏健化の仕上げとして党のスローガンから遂にファシズムを外す意向を固めた。そしてその為にはMSIを中心とした新政党を立ち上げる必要があると判断した。1995年1月27日の党大会で党規の大幅な変更が強行され、党名を新たに「国民同盟」に変更すると共に同時に自由主義とキリスト教民主主義を党の路線とする事を決定、これを受けてイタリア自由党など幾つかの右派政党が合流を承諾した。かくして成立した新党は翌年の総選挙で躍進に成功、結党以来の最大得票15%を記録した。
2001年の総選挙で第2次ベルルスコーニ内閣が成立、以前より更に影響力を増した国民同盟を率いるフィーニは副首相という大役に就き、自らも閣僚経験者となった。2002年2月、欧州政府全権代表を兼任、2006年4月9日に与党連合が左派連合「ルニオーネ」に敗北するまで同職にあった。

### ベルルスコーニとの連携と決別
敗北したベルルスコーニは「ルニオーネ」内の有力政党が合流、イタリア民主党を結成した事に対抗して、「自由の家」内でも政党の統合を行うべくフォルツァ・イタリアを解散した。当初、フィーニは自由の家を構成する北部同盟やイタリア・キリスト民主主義中道連合と同じく合同計画に冷やかな態度を示し、「国民同盟が合流する事はないだろう」と発言した。
一方、フィーニの党内穏健化に向けた改革とそれへの反抗は続いており、自由主義を新たな指針とする為に様々な努力が続けられていた。党章からMSIのマークを取り除こうとした際には党内から多大な批判が寄せられた。また閣僚時代にも同性愛問題や人工授精問題に関する穏健な姿勢は、キリスト的倫理観を重んじる党内右派からの厳しい批判に晒された。このような党内対立の中、常にフィーニの穏健化路線に好意的だったのがベルルスコーニであり、共に中道右派を志向する両者には新党結成の可能性が最も高く存在していた。
2008年4月、一転して新党結成に合意すると宣言を出したフィーニは、まずは選挙対策としてベルルスコーニ派議員と政党連合「自由の人民」を結成、同年の総選挙で勝利を得て政権を奪還した。与党連合はフィーニを下院議長に選出した為、政治的中立の規則に従って国民同盟を一時的に離脱した。翌年、政党連合を発展的に解消させる形で政党「自由の人民」が成立した。
シルヴィオ・ベルルスコーニからはローマ市長選時代から政治的盟友として信頼されており、「自由の人民」発足の際には自らの後継者となるだろうと発言した。だがベルルスコーニの度重なるスキャンダルから関係は悪化し、2010年4月の党大会で激しく罵り合う事態に発展。7月30日には約30人とともに離党し、議員グループ「イタリアの未来と自由」（FLI）を結成し、後に新党へ移行する。ベルルスコーニへ首相辞任を要求するなど批判を強め、ベルルスコーニの首相辞任後は中道グループの一員として首相となったマリオ・モンティを支えた。モンティが新たに結党した「市民の選択」（SC）、及びイタリア民主社会党を中心としたイタリア中道連合（UDC）と政治同盟を結んでモンティ政権の与党となり、改革に賛同した。

### 失脚
2013年2月24日から2月25日にかけて行われた2013年イタリア総選挙で、フィーニ率いるFLIはSC、UDCと中道主義の政党連合「イタリアの為、モンティと共に」（Con Monti per l'Italia)に参加して出馬した。しかし下流層や農民を中心とする、MSI時代からの伝統的な支持勢力からはベルルスコーニ批判はともかく、企業中心の経済改革を進めるモンティ支持の姿勢は受け入れられなかった。
中道連合の加盟政党は右派連合「中道右派連合（セントロ・デストラ）」、左派連合「共通の善（ベーネ・コムーネ）」の二大勢力の間で完全に埋没してしまい、貧困に苦しむ下流層の投票者はインターネット政党として一世を風靡したポピュリズム政党「五つ星運動」に投票した事で大きく伸び悩んだ。その中でも特にFLIは上院での得票率が僅か0.4%という惨敗に終わり、在外イタリア人による国外投票枠で辛うじて1議席を獲得した。自身も1983年から連続当選を続けてきた選挙区で初めての落選を経験する苦い結果を味わい、選挙後に敗北の責任を取って党首を辞任した。
FLIはロベルト・ミーナ党首代理の下で旧・国民同盟議員と「右派の再建」を目指した協議を開始し、ローマ市長選挙に立候補した旧国民同盟議員のジャンニ・アレマンノを支持するなどの方針を採った。だが敗北とフィーニ辞任というを事態を前に党の衰退は押し留められず、議員や有力党員の離脱が相次ぎ、2014年には下院・上院共に国政議席を失った状態にある。フィーニ自身も議席を失った事で政治の表舞台から一旦離れた形となったが、政界引退などは声明しておらず今後の動静は不透明である。

### 政界復帰
2015年、国粋団体「国家行動」（Azione Nazionale）を設立、政治活動を再開した。2016年、レンツィ内閣による行政改革を目的とした憲法改正と国民投票に対する反対運動の指導者となっている。

## 人物

### 家族
女優のエリザベッタ・トゥッリアーニとの間に1児がいる。

### 政界関連
- 歴史上の政治家としては前述の通りベニート・ムッソリーニを最も尊敬すると答えた。
- 同時代人ではMSI初代書記長のジョルジュ・アルミランテを師と仰いでいる他、イギリス保守党のデーヴィッド・キャメロンを政治手法の手本にしていると語っている。

## 政治思想

### 宗教
またカトリックの影響が強いイタリア政界において政教分離に基づく世俗主義を強く主張し、党内では穏健派に位置する。

### 外交
米国・イスラエルとの関係強化を主張し、イスラエルへの訪問を強く望んできた。しかしイスラエル側の国民同盟への拒否反応は強く、1999年にイスラエル訪問を希望したが、当時のエフード・バラク政権に拒否されている。イスラエルとの関係改善のきっかけとなったのは、2002年にイスラエル国防軍が行った、ヨルダン川西岸への大規模軍事作戦・「防御の盾作戦」でパレスチナ武装勢力がベツレヘムの生誕教会に籠城、事態の収拾にイタリア政府が両勢力の仲介に乗り出したことにある。これを、当時の外相であるシモン・ペレスが高く評価し、2年後の2004年10月にイスラエルへの訪問、アリエル・シャロンとの会談が実現した。

### ファシズム
かつてベニート・ムッソリーニを尊敬する極右政治家だったが、中道右派となった国民同盟解散時には明確に否定しており、ポスト・ファシズムを代表する政治家の一人とも評されている。これはかつてユーロコミュニズムによる穏健化で極左からの脱却を図った旧イタリア共産党に類似し、フィーニの師であるアルミランテの晩年はユーロコミュニズムの立役者エンリコ・ベルリンゲルの葬儀に参列したことを皮切りにMSIの穏健化路線を推し進めた。とはいえMSI時代の経歴などからファシズムとの関連を揶揄される事は多く、フィーニの影がムッソリーニのシルエットになっている風刺画が描かれた事もあった。